# Wataru Inoue
Wataru Inoue (井上 亘, Inoue Wataru), (né le 27 juillet 1973 à Tokyo) est un catcheur japonais retraité, travaillant pour le compte de la New Japan Pro Wrestling en tant que membre du staff.

## Palmarès
- New Japan Pro Wrestling
  - 1 fois IWGP Junior Heavyweight Championship
  - 1 fois IWGP Junior Heavyweight Tag Team Championship - avec Koji Kanemoto
  - 1 fois IWGP Tag Team Championship - avec Yuji Nagata[2]
  - Best of the Super Juniors (2008)
  - G1 Tag League (2010) - avec Yuji Nagata[3]

## Récompenses et magazines
- Pro Wrestling Illustrated

| Année | 2006 | 2007       | 2008 | 2009 à 2010 | 2011 |
| ----- | ---- | ---------- | ---- | ----------- | ---- |
| Rang  | 493  | Non classé | 118  | Non classé  | 145  |